# Château de Mansfeld
Le château de Mansfeld (Burg Mansfeld) est un château fort situé à Mansfeld dans l'arrondissement de Mansfeld-Harz-du-Sud en Saxe-Anhalt.